# House Trap
Pour plus de détails, voir Fiche technique et Distribution.
House Trap est un film d'horreur américano-britannique réalisé par Mark Ezra, sorti directement en vidéo en 2013.

## Synopsis
Un jeune couple emménage dans un manoir qui se révèle finalement déjà occupé par un homme mystérieux.

## Fiche technique
- Titre : House Trap
- Réalisation : Mark Ezra
- Société de production :
- Société de distribution :
- Pays d'origine :  Royaume-Uni/ États-Unis
- Lieu de tournage :  Royaume-Uni
- Durée : 84 min
- Dates de sortie : 
  -  France : 3 décembre 2013

## Distribution
- Nathan Nolan (VF : Jean Marco Montalto): Matt Powsey
- Evie Brodie (VF : Olivia Dutron): Ginny Baker
- Simon Dutton (VF : Frédéric Souterelle): Jack Wilson
- Louise Houghton : Maggie Wilson
- Seth Sinclair : Un policier